# Wyszniwka (obwód wołyński)
Wyszniwka (ukr. Вишнівка; do 1963 Opalin) – wieś na Ukrainie, w obwodzie wołyńskim, w rejonie kowelskim, nad Bugiem, niedaleko granicy z Polską. W 2024 roku liczyła 70 mieszkańców.

## Historia
Miasto Opalin zostało erygowane przez marszałka wielkiego koronnego, ówczesnego starosty hrubieszowskiego Łukasza z Bnina Opalińskiego w 1638. 15 czerwca 1638 w Warszawie król zatwierdził tę fundację, lokując miasto na prawie niemieckim. Jan III Sobieski 9 czerwca 1687 ponownie lokował Opalin na prawie magdeburskim. Opalin był miastem królewskim Korony Królestwa Polskiego.
W 1920 roku pod Opalinem  toczyły się walki polskiego 25 pułku piechoty z oddziałami sowieckiej 25 Dywizji Strzelców.
W II Rzeczypospolitej Opalin posiadał status miasteczka i należał do wiejskiej gminy Huszcza w powiecie lubomelskim, w województwie wołyńskim. W 1921 liczył 1226 mieszkańców.
W 1927 roku Mateusz Kruk, rolnik, został odznaczony Brązowym Krzyżem Zasługi za wymierny wkład w odbudowę kościoła
Do 1942 roku miejscowość była zdominowana narodowościowo przez Ukraińców i Żydów (po około 600 osób); Polaków żyło kilkanaście rodzin. 2 października 1942 roku policjanci ukraińscy dowodzeni przez Niemców rozstrzelali Żydów z Opalina i okolic na miejscowym kirkucie.
Po wojnie miejscowość weszła w struktury administracyjne Związku Radzieckiego. W 1963 roku otrzymała nazwę Wyszniwka.
Do 2020 w rejonie lubomelskim.

## Kościół św. Antoniego Padewskiego
Pierwotny kościół w Opalinie prawdopodobnie powstał równocześnie z lokacją miasta lub nieco później. W czasie bezkrólewia wiosną 1648 Kozacy spalili świątynię oraz nowo wybudowaną plebanię. Tenutariusz Opalina Marek Matczyński wystawił na miejscu zrujnowanej kaplicy nowy kościół drewniany. W 1868 świątynia została zamknięta przez władzę rosyjską. Drewniany kościół rzymskokatolicki pw. św. Antoniego Padewskiego w Opalinie został w 1943 spalony przez UPA.